# Sancergues

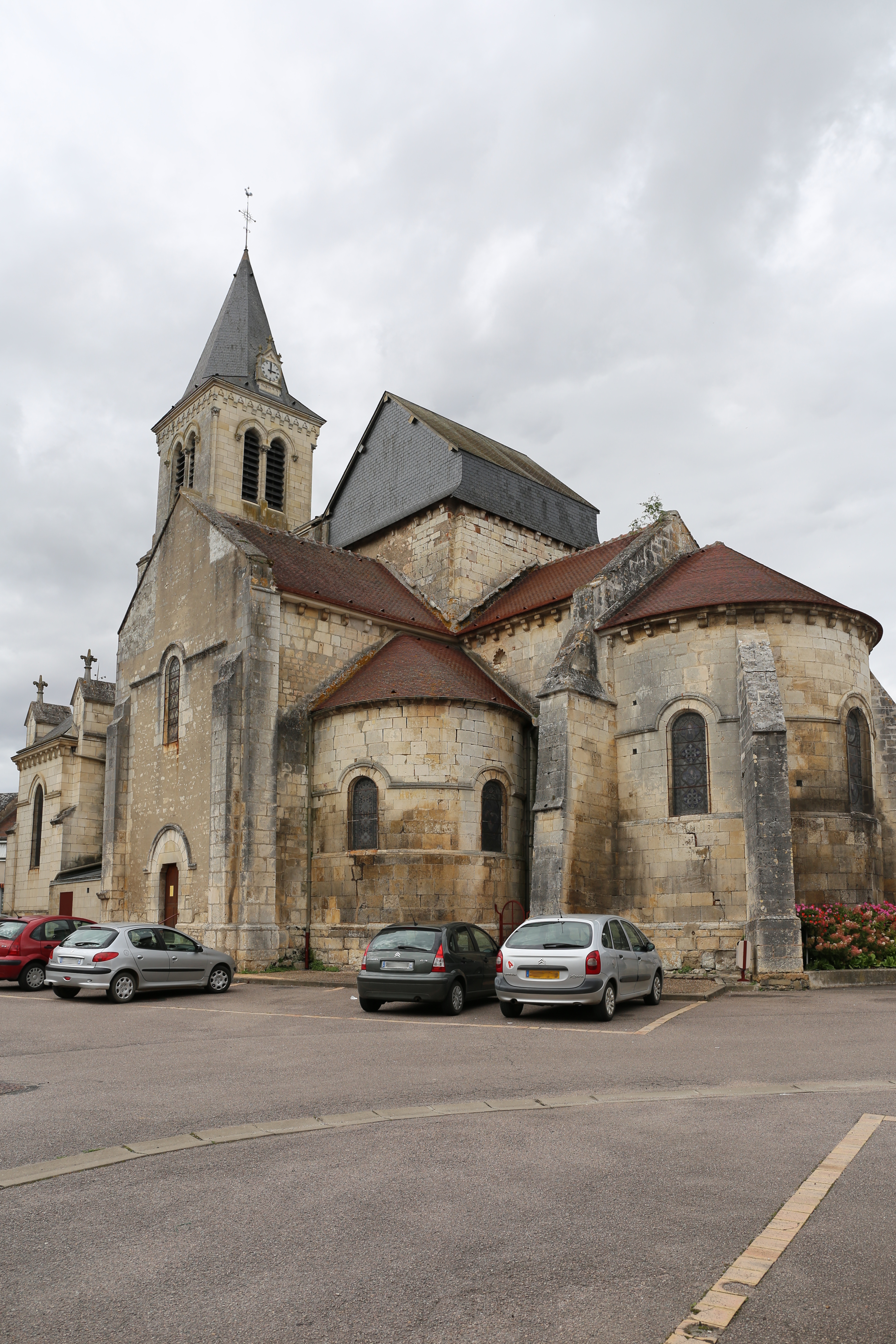
Kirche Saint-Jacques-et-Saint-Cyr

Sancergues ist eine französische Gemeinde mit 626 Einwohnern (Stand: 1. Januar 2022) im Département Cher in der Region Centre-Val de Loire. Sie gehört zum Kanton Avord und zum Gemeindeverband Berry-Loire-Vauvise. 

## Geografie
Sancergues liegt im Berry etwa 40 Kilometer ostnordöstlich von Bourges. Umgeben wird Sancergues von den Nachbargemeinden Feux im Norden, Herry im Nordosten, Saint-Martin-des-Champs im Osten, Jussy-le-Chaudrier im Süden und Südosten, Charentonnay im Westen und Südwesten sowie Lugny-Champagne im Nordwesten.
Die Gemeinde liegt an der Via Lemovicensis, einem der vier historischen „Wege der Jakobspilger in Frankreich“.

## Bevölkerungsentwicklung
| Jahr                       | 1962 | 1968 | 1975 | 1982 | 1990 | 1999 | 2007 | 2019 |
| Einwohner                  | 858  | 863  | 942  | 865  | 807  | 718  | 698  | 644  |
| Quellen: Cassini und INSEE |      |      |      |      |      |      |      |      |

## Sehenswürdigkeiten
- Kirche Saint-Jacques-et-Saint-Cyr aus dem 12. Jahrhundert, Monument historique seit 1926

## Persönlichkeiten
- Maurice Delafosse (1870–1926), Kolonialbeamter, Ethnologe und Linguist
- Albert Bourlon (1916–2013), Radrennfahrer